# 佐々木規人
佐々木 規人（ささき のりひと、1966年〈昭和41年〉4月4日）は、日本の会計検査官僚。会計検査院総括審議官、第2局長を経て、第1局長。

## 人物
北海道名寄市出身。北海道名寄高等学校を経て、1990年、東京大学経済学部卒業、会計検査院入省。2022年会計検査院事務総長官房総括審議官。2023年第2局長。2024年第1局長。